# (9980) 1995 BQ3
(9980) 1995 BQ3 là một tiểu hành tinh kiểu S thuộc vành đai chính. Quỹ đạo của nó quanh Mặt Trời mỗi 4.29 năm.
Được phát hiện ngày 31 tháng 1 năm 1995 bởi T. Kobayashi, tên chỉ định của nó là 1995 BQ3.